# NGC 6041A
NGC 6041A је елиптична галаксија у сазвежђу Херкул која се налази на NGC листи објеката дубоког неба.
Деклинација објекта је + 17° 43' 17" а ректасцензија 16h 4m 35,8s. Привидна величина (магнитуда) објекта NGC 6041 износи 13,4 а фотографска магнитуда 14,4. NGC 6041A је још познат и под ознакама UGC 10170, MCG 3-41-78, CGCG 108-101, VV 213, DRCG 34-64, PGC 56962.